# Bioéconomie
Pour les articles homonymes, voir Bioéconomie (pêcheries).
Le mot bioéconomie aurait été créé vers 1925 par le biologiste russe T.I. Baranoff. Depuis, il désigne plusieurs théories et pratiques : approche économique des comportements biologiques (comme l'entendait initialement Baranoff) ; gestion des ressources halieutiques commerciales (à la suite des travaux de H. Scott Gordon)... ou plus largement aujourd'hui la somme des activités fondées sur les bioressources (produits des vies terrestre ou marine, végétale, fongique, animale, bactérienne, etc.).
En France, présentée en conseil des ministres le 18 janvier 2017, une stratégie bioéconomique doit permettre de passer d'une économie dépendante des ressources fossiles à une économie basée sur la biomasse, c'est-à-dire basée sur un carbone cycliquement et des ressources renouvelables (de la production à la transformation, jusqu’à la valorisation des coproduits et des biodéchets) et doit permettre d'atteindre une sécurité alimentaire. Une Stratégie nationale de mobilisation de la biomasse (SNMB) vise à mieux connaître et mobiliser cette ressource, sans la surexploiter et en respectant ses autres usages (alimentaires notamment).

## La bioéconomie de Nicholas Georgescu-Roegen
Au milieu des années 1970, l'économiste roumain Nicholas Georgescu-Roegen (1906-1994) promeut ce terme pour désigner sa conception du processus économique. Il le percevait comme une extension de l'évolution biologique des communautés humaines. Et il proposait une réforme de la pensée économique ayant deux dimensions : 1) sur le plan épistémologique, il suggère que la biologie et la thermodynamique sont des référents scientifiques plus adaptés à l'économie que la mécanique rationnelle qui a inspiré la théorie néoclassique ; 2) du point de vue environnemental, il met en avant les interdépendances entre économie et nature, et donc l'existence de contraintes naturelles pesant sur l'activité économique. Cette bioéconomie entend donc rapprocher l'économie et l'écologie, ce qui en fait l'une des sources du courant de l'économie écologique.
En 1971, dans « The Entropy Law and the Economic Process », son ouvrage le plus important, Georgescu-Roegen pose les bases de son approche bioéconomique, mais n'utilise le mot « bioéconomie » qu'à partir de 1975, celui-ci lui ayant été suggéré par un philosophe roumain du nom de Jiri Zeman . Il postule que l'activité économique est une continuation de l'activité biologique humaine, en s'appuyant sur le livre Le Hasard d'Emile Borel qu'il a lu, étudiant à Paris, puis sur le livre d'Erwin Schrödinger Qu'est-ce que la vie ?, abondamment cité dans ses travaux. La thermodynamique rend compte selon lui de l'interaction entre les processus biologiques ou économiques et l'environnement matériel. Le concept d'entropie lui semble crucial pour comprendre la nature du processus économique. En stipulant que l'entropie d'un système fermé ne peut que croître, la seconde loi de la thermodynamique révèle la dimension irréversible du processus économique qui tend à dissiper les ressources matérielles et énergétiques sur lesquelles se fonde la prospérité des sociétés modernes.
Pour Georgescu-Roegen les économistes néoclassiques ont omis cette dimension car leur théorie est inspirée de la mécanique rationnelle, idée que Philip Mirowski développera dans son ouvrage Plus de chaleur que de lumière en rendant hommage à Georgescu-Roegen pour avoir ouvert la voie à cette analyse. Or la mécanique s'oppose frontalement à la thermodynamique sur le plan épistémologique, en ce qu'elle ne décrit que des phénomènes réversibles, ce que Georgescu-Roegen juge impropre dans le cas de l'économie. De même, il accuse l'épistémologie mécaniste de se focaliser sur les transformations quantitatives en oubliant les dimensions qualitatives qui affectent le processus économique.
La critique épistémologique de la théorie néoclassique faite par Georgescu-Roegen est relativement originale à l'époque. Propre à saper les fondations même de la l'économie standard, elle est populaire dans les courants hétérodoxes, notamment de l'économie écologique.
La défense d'une méthodologie apte à rendre compte des transformations qualitatives s'appuie sur le second pilier de la bioéconomie : la biologie. Georgescu-Roegen reconnaît là l'influence de Joseph Schumpeter, qui l'a initié à l'économie à son arrivée aux États-Unis dans les années 1930. Il en retient la description de l'impact des innovations sur le processus économique, dans laquelle apparaît clairement le parallèle avec le rôle des mutations dans l'évolution biologique. En particulier cette approche insiste sur le fait qu'il ne s'agit pas seulement de transformations quantitatives des flux de matières et d'énergie, mais bien de transformations qualitatives des processus de production. Si on perçoit ainsi une continuité entre l'évolution biologique et l'évolution économique, il convient de préciser ce qui les distingue. Pour ce faire Georgescu-Roegen emprunte à Alfred Lotka la distinction entre instruments endosomatiques, dont l'organisme est doté à la naissance, et exosomatiques (extérieurs au corps). Une spécificité humaine parmi les autres espèces est que son évolution porte avant tout sur les derniers, le processus économique ayant de plus en plus pour fonction de les maintenir en état, tout comme l'activité biologique consiste à préserver l'organisme autrement soumis à la dégradation entropique.

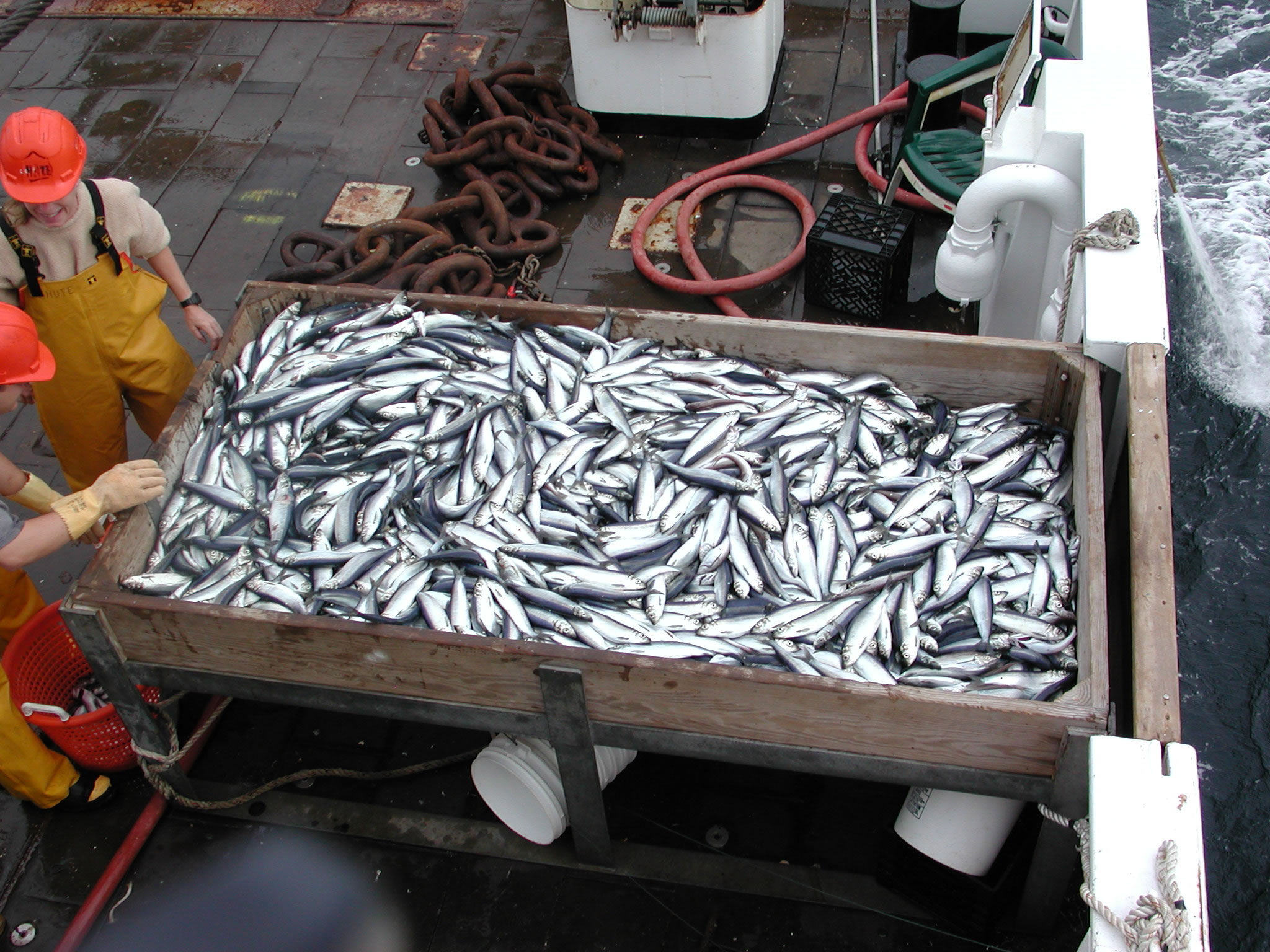
Prise de harengs

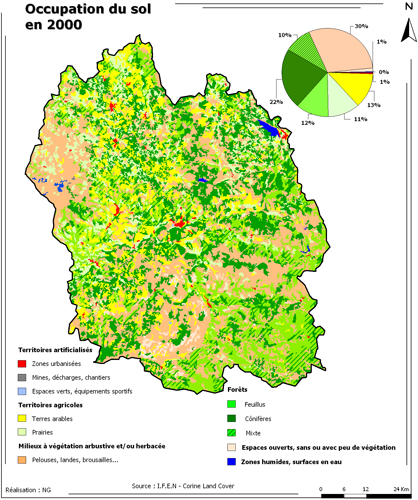
Occupation du sol en Lozère

Ayant ainsi ancré l'activité économique dans ses dimensions thermodynamique et biologique, il envisage les aspects sociaux dans la continuité de ces dernières. Il y voit en effet la source du conflit social. Ce dernier naît de la rareté radicale dont la seconde loi de l'entropie rend compte, car les ressources de basse entropie constituent le fondement de toute prospérité économique. Mais ce qui donne l'intensité du conflit social propre aux sociétés humaines c'est la prévalence des instruments exosomatiques dans l'organisation sociale. Dans les communautés d'insectes sociaux, tels que les abeilles ou les fourmis, où la production est organisée collectivement, on n'observe pas une telle lutte sociale car l'individu est entièrement déterminé par ses organes endosomatiques dont il ne saurait se détacher ou acquérir de nouveaux. Au contraire chaque humain peut prétendre à la détention de tous les instruments exosomatiques qui deviennent l'objet du conflit et le critère des hiérarchies sociales.
Cette perspective l'amène à poser un regard particulier sur les inégalités entre nations et la question du sous-développement qui est une préoccupation importante de l'après-guerre. Les différents niveaux de développement sont pour lui révélateurs de l'existence d'une multiplicité « d'espèces exosomatiques ». Il suggère ainsi que le problème du sous-développement ne peut être simplement résolu par des transferts technologiques, car l'adaptation d'une société à une technologie donnée représente une transformation qualitative qui modifie en profondeur les institutions. Une autre conséquence de l'évolution exosomatique réside dans la dépendance accrue à l'égard des ressources minérales qu'elle entraîne. À ce propos Georgescu-Roegen juge que la thermodynamique a jusque-là injustement négligé la matière au profit de l'énergie. Or pour lui la matière aussi est soumise à une dégradation irrévocable que l'activité économique moderne accélère considérablement, acheminant l'humanité vers un état où les ressources seront trop diffuses à la surface du globe pour que l'activité économique puisse se poursuivre. Il en viendra même à proposer un 4e principe de la thermodynamique qui puisse rendre compte de ce  constat. L'une de ses conséquences immédiates serait que le recyclage ne peut jamais être total. Si cette proposition de Georgescu-Roegen est l'une des plus controversées sur le plan strictement théorique, on s'accorde en général à admettre qu'elle a une pertinence dans le domaine pratique et soulève ainsi une question importante pour la soutenabilité de l'activité économique à long terme . Si le rôle joué par les ressources énergétiques dans les économies modernes a été marginalisé par l'économie en général, et la théorie économique néoclassique en particulier, ce constat est encore plus vrai en ce qui concerne les ressources minérales, notamment les métaux. De ce point de vue, les préoccupations de Georgescu-Roegen sont uniques dans le champ économique de l'époque, mais elles sont reçues favorablement  par certains géologues.
Georgescu-Roegen n'a jamais publié de synthèse de son projet bioéconomique. Si The Entropy Law and the Economic Process posait les bases de la réflexion épistémologique sous-jacente, l'évolution de la pensée de Georgescu-Roegen dans le courant des années 1970 appelait un nouvel ouvrage qui précise les fondements et les outils de la bioéconomie. Un tel ouvrage, du nom de Bioeconomics, est vraisemblablement envisagé par l'auteur dès 1976. Il y travaille durant son séjour en Europe à la fin des années 1970. Il est encore d'actualité au début des années 1980, l'éditeur pressenti, Princeton University Press, faisant part de son enthousiasme pour le projet. Mais en définitive il ne verra jamais le jour, alors qu'il aurait probablement rendu plus aisée la diffusion de la perspective bioéconomique. Néanmoins cette dernière ne sera pas sans héritage.

## Les héritages théoriques et politiques

### L'économie écologique
L'une des filiations les plus importantes, même si elle n'est pas dénuée d'ambiguïtés, est celle qui fait de la bioéconomie de Georgescu-Roegen une source de l'économie écologique, courant qui a réussi à affirmer son existence au sein des économistes depuis les années 1980. Cette filiation est d'abord liée au fait que Herman Daly, l'une des figures importantes de ce courant, a été l'élève de Georgescu-Roegen dans les années 1960 et, inspiré par son mentor, a choisi de poursuivre son programme de recherche. Aux côtés de Kenneth Boulding ou des frères Odum, Georgescu-Roegen fait rapidement figure de précurseur de l'économie écologique. Ses thèses sont abondamment discutées dans la revue Ecological Economics qui voit le jour en 1989, et qui lui consacre un numéro entier en 1997. Dès les premiers numéros des débats s'engagent pour savoir si les propositions théoriques de Georgescu-Roegen sont pertinentes pour le paradigme émergent, en particulier en ce qui concerne l'accent mis sur la loi de l'entropie pour rendre compte de l'épuisement des ressources,. La question de l'adhésion à la proposition d'une 4e loi de la thermodynamique devient un problème théorique central sans que les économistes écologues puissent trancher de manière décisive, certains suspendant leur jugement tandis que d'autres nient l'existence théorique d'une telle loi pour y voir plutôt un problème pratique d'impossibilité du recyclage intégral.
Si l'économie écologique met avant tout l'accent sur la dimension environnementale des travaux de Georgescu-Roegen, elle reconnaît aussi la pertinence d'une critique épistémologique de l'économie néoclassique. Celle-ci apparaît comme remettant en question les fondements même la théorie néoclassique, en mettant en lumière des défauts originels et indépassables. Elle permet donc à l'hétérodoxie émergente de faire table rase. Reprenant Georgescu-Roegen, Daly estime que l'influence de la mécanique sur l'économie est à la source d'une représentation circulaire de l'économie qui l'isole de son substrat naturel, en masquant les flux de ressources et de déchets. La loi de l'entropie devient alors le cadre théorique dans lequel penser ces flux, avec tout ce qu'ils entraînent d'irréversibilité et de changements qualitatifs. Il convient de coupler cette approche à celle en termes d'évolution qui cherche aussi à rendre compte des transformations qualitatives des sociétés humaines. Conjointement ces référents épistémologiques définissent un programme de recherche formulé en termes de coévolution des sociétés et de leur environnement. Cependant l'idée fondamentale du paradigme bioéconomique selon laquelle la dimension évolutive des sociétés n'est pas qu'une question d'analogie avec la biologie, mais plutôt que l'activité économique est dans une relation de continuité avec l'activité biologique, se fait moins prononcée. Ainsi les concepts d'instruments exosomatique et endosomatique sont rarement mobilisés.
L'une des explications de cet affaiblissement du lien avec le programme bioéconomique est le fait que l'économie écologique a été dès l'origine influencée par une diversité de travaux, Georgescu-Roegen n'étant qu'une source parmi d'autres. Par ailleurs des divergences sont apparues assez rapidement entre Daly et son mentor, en particulier autour de la politique de l'état stationnaire promue par le premier et fortement décriée par le second. Pour Daly en effet la perspective d'une stabilisation de la production était cohérente avec la préservation de l'environnement, et reprenant à John Stuart Mill son concept d'état stationnaire, il en faisait une pierre angulaire de sa politique économique, critiquant l'idée d'une croissance infinie. Mais pour Georgescu-Roegen les enseignements de la loi de l'entropie étaient tout autre et appelaient à une décroissance de l'activité industrielle dans les pays développés. Or Georgescu-Roegen n'était pas homme de consensus, et il a parfois même laissé le souvenir d'une personnalité difficile. Cela l'avait déjà amené à adopter une posture radicalement critique vis-à-vis de ses collègues néoclassiques, et cette fois  il décida de prendre ses distances avec ceux qui se réclamaient de son héritage. Il refusa notamment de siéger au comité d'édition de la revue Ecological Economics comme on le lui proposait. Du point de vue de l'économie écologique, l'adoption de la perspective de l'état stable apparaissait comme un moyen de paraître « raisonnable » et ainsi de pouvoir gagner en reconnaissance institutionnelle. La position de Georgescu-Roegen apparaissait politiquement insoutenable pour ce courant émergent, même si depuis quelques années elle refait surface sous l'aspect d'un programme de recherche sur la « décroissance soutenable ».

### L'influence de René Passet en France
L'économie écologique, bien qu'ayant son centre de gravité aux États-Unis, s'est aussi répandue en Europe, comme l'attestent les travaux de Juan Martinez-Alier ou de Inge Ropke. En France cependant son écho est encore faible et la connaissance des travaux de Georgescu-Roegen a été principalement rendue possible par les traductions de Jacques Grinevald et Ivo Rens. Mais on note aussi avec intérêt qu'une école française de la bioéconomie a vu le jour autour des travaux de René Passet. Ce dernier, professeur d'économie à l'université Paris 1 de 1968 à 1995, s'intéresse tôt aux questions environnementales du fait de sa spécialisation en économie du développement. Dans le courant des années 1970, il écrit une série d'articles qui cherchent à promouvoir une nouvelle conception de la science économique, le tout culminant avec son ouvrage L'économique et le vivant en 1979. Son projet s'inscrit volontairement dans la continuité de celui de Georgescu-Roegen dont il reprend le terme de bioéconomie et qu'il qualifie de « grand précurseur » . Il en retient ainsi l'idée centrale d'une activité économique conçue comme continuation de l'activité biologique, et les nouveaux référents scientifiques que sont la thermodynamique et la biologie évolutionniste. Il adhère à la vision d'une économie ayant pour but de rechercher les conditions de la reproduction de la vie humaine sur Terre, plutôt que celles de la maximisation du bien-être.
Mais il perçoit des faiblesses dans les propositions de ce précurseur, et L'économique et le vivant est en somme une tentative de dépassement. Selon lui Georgescu-Roegen n'a pas poussé assez loin la réflexion qui s'ouvre lorsqu'on considère que la Terre est thermodynamiquement un système clos, c'est-à-dire n'échangeant (presque) pas de matière avec son environnement mais recevant de grandes quantités d'énergie via le rayonnement solaire. Ce statut implique pour Passet que la vie sur Terre se transforme continuellement sous l'effet de ce flux solaire, suivant un processus de complexification imprévisible. S'inspirant d'Erwin Schrödinger, de Joseph Schumpeter, mais aussi des travaux plus récents d'Ilya Prigogine, il fonde son appréhension de l'évolution, tant biologique qu'économique, sur le concept de « destruction créatrice ». Il entend par là le fait que tout processus qui crée de l'ordre dans la matière entraîne globalement une dégradation entropique, mais que ce processus est à la source du renouvellement des formes de la vie, qualifié de « saut qualitatif ». Il conteste l'idée présente chez Georgescu-Roegen selon laquelle le processus économique est un facteur d'accélération de la dégradation entropique naturelle et développe une vision plus positive où l'innovation technologique apparaît comme une source potentielle d'atténuation de l'impact environnemental des activités humaines.
L'un des traits marquants de l'évolution contemporaine est selon Passet le développement des structures informationnelles via l'informatique. Là encore il conçoit ce phénomène dans sa nature bioéconomique, en le mettant en rapport avec le rôle de l'information dans les organismes vivants, par exemple sous la forme de l'ADN. L'information y apparaît comme le principe de transmission des propriétés structurelles de l'organisme considéré et constitue donc un élément immatériel essentiel au processus de reproduction-mutation qui caractérise l'épistémologie évolutionniste. De plus, à la suite des travaux de Claude Shannon sur la théorie mathématique de la communication dans les années 1940, le concept d'information a été mis en relation avec les grandeurs de la thermodynamique. Il est parfois avancé que l'information permettrait d'aller contre la dégradation entropique, ou encore qu'elle constituerait une entropie négative (négentropie) et Passet semble adhérer à cette vision. Georgescu-Roegen pour sa part critique vivement cette idée comme un mythe ayant pour but d'éviter de se confronter à la signification réelle de la loi de l'entropie. De manière générale, la vision du monde présentée par Passet est plus optimiste que celle de Georgescu-Roegen, notamment vis-à-vis du rôle de la technologie.
Il convient de souligner que ces deux figures de la bioéconomie se retrouvent dans une conception transdisciplinaire de l'économie. Passet consacre une partie de ses travaux à défendre explicitement cet aspect, là où cela reste plus succinct chez Georgescu-Roegen. Notons que sociologiquement la pratique transdisciplinaire de Passet fait beaucoup plus de place aux conversations avec les experts des disciplines mobilisées. Cette pratique est en partie l'héritage de sa participations aux rencontres du  groupe des dix dans les années 1970. Ce groupe informel a vu passer nombre de personnalités scientifiques ou politiques, tels qu'Edgar Morin, Michel Serres, Albert Jacquard, Jacques Attali ou Michel Rocard. L'objectif initial du groupe était de promouvoir une approche plus scientifique de la politique. Mais le groupe est resté avant tout un lieu d'interactions entre des scientifiques issus de différentes disciplines, telles que la biologie et  l'économie. Les réunions abordaient notamment des questions liées à la théorie de l'information ou aux conséquences environnementales de la croissance. Une rencontre avec les membres du Club de Rome aura lieu, mais elle ne débouchera pas sur une collaboration de long terme du fait de divergences politiques importantes entre les deux groupes. Si Passet était l'un de ceux qui stimulait l'intérêt du groupe pour les questions économiques et environnementales, il est aussi clair que les échanges avec les autres membres ont profondément marqué ses travaux ultérieurs, comme il le reconnaît lui-même : « J'ai toujours eu le sentiment que le Groupe des Dix avait constitué pour moi un tournant décisif et que je ne voyais plus les choses de la même façon. ».
Malgré cette intégration à des milieux relativement prestigieux l’œuvre de René Passet aura peu d'influence sur la science économique telle qu'elle se pratique en France. À part Franck-Dominique Vivien, auteur d'ouvrages tels que les deux « repères » Économie et écologie et Le développement soutenable, on trouve peu d'économistes qui se réclament de son héritage.

### Bioéconomie et décroissance
Dans  le contexte francophone, les travaux bioéconomiques de Georgescu-Roegen sont fortement attachés au courant politique de la décroissance. Ceci est en partie dû à la traduction de plusieurs de ses articles par Jacques Grinevald et Ivo Rens, qui paraissent en 1979 dans un recueil intitulé Demain la décroissance. Celle-ci apparaît a posteriori comme un acte fondateur pour le mot même de décroissance . Depuis cette date, les travaux de Georgescu-Roegen sont devenus l'une des ressources théoriques des objecteurs de croissance et il est considéré comme un « précurseur de la décroissance ». Son influence transparaît principalement dans l'idée que la loi de l'entropie constituerait une limite inflexible à la perpétuation des activités économiques au rythme actuel, ne laissant d'autre choix que la décroissance économique,. C'est donc avant toute chose la dimension thermodynamique du discours de Georgescu-Roegen qui est mobilisée, sans considération pour les autres aspects du projet bioéconomique.
Par ailleurs, Georgescu-Roegen n'est qu'une des références du courant de la décroissance, qui en compte bien d'autres. Ainsi Serge Latouche distingue au sein de la décroissance une branche  « bioéconomique », issue de Georgescu-Roegen et représentée par Grinevald, et une branche « anti-développement », issue des travaux d'Ivan Illich et à laquelle Latouche se rattache pour sa part. Ces différents aspects amènent Antoine Missemer, dans son livre consacré à la bioéconomie de Georgescu-Roegen, à suggérer que l'assimilation courante de Georgescu-Roegen à la décroissance est trop étroite, et il la qualifie de « malentendu historique ». Cette suggestion a été mal accueillie par les objecteurs de croissance pour qui elle est apparue comme une tentative de récupération de Georgescu-Roegen en lui prêtant une proximité avec le développement durable plutôt que la décroissance,.

## Autres acceptions du terme
Le terme de bioéconomie est par ailleurs utilisé pour désigner des perspectives et des pratiques différentes de ce qui transparaît dans le travail de Georgescu-Roegen et de ceux qui s'en sont inspirés. Celles-ci vont de la reformulation assez proche du sens originel, conservant l'idée d'une jonction entre économie et écologie, à des perspectives diamétralement opposées qui s'intéressent plus à la marchandisation des processus biologiques.
- Pour le Mouvement Citerrien la bioéconomie est une économie au service de la Vie[40].

- Pour le collège des transitions sociétales, la CNAM des pays de la Loire et l'École des mines de Nantes la bioéconomie désigne les activités productives qui mobilisent des ressources issues du monde vivant plutôt que de la chimie de synthèse, par exemple faire du plastique à partir de déchets agricoles, utiliser la betterave pour faire des pneus ou produire du biocarburant avec des algues[41].

- La Commission européenne s'est aussi récemment mise à utiliser le terme et a même fondé un « Observatoire de la bioéconomie », à la suite d'une note stratégique sur la bioéconomie du 13 mars 2012, intitulée « L’innovation au service d’une croissance durable : une bioéconomie pour l’Europe »[42]. Le document fait preuve d'une certaine attention à l'égard de thèmes proches de ceux de la bioéconomie au sens de Georgescu-Roegen, tels que l'épuisement des ressources énergétiques et minérales terrestres ou l'importance de l'agriculture comme mode de captation de l'énergie solaire. Néanmoins, il reste empreint d'une conception très productiviste du développement, qui met l'accent sur les innovations technologiques, la croissance économique et la compétitivité. En cela, la vision de la bioéconomie déployée par la Commission semble fort éloignée de ce que Georgescu-Roegen entendait lorsqu'il employait ce terme.

- L'Allemagne, dans la même inspiration en 2014, sous l'égide du ministère fédéral allemand de l'alimentation et de l'agriculture, s'est dotée d'une Stratégie nationale de bioéconomie portant sur la biomasse et d'autres ressources renouvelables ainsi que sur les biotechnologies au service de l'alimentation, l'industrie et l'énergie.

- La France a 3 ans plus tard (18 janvier 2017) adopté sa stratégie bioéconomie [43], visant :
  - une mobilisation accrue et durable de la biomasse, qui préserve les écosystèmes producteurs de matière première (respect de la biodiversité, des paysages, du taux de matière organique des sols),
  - une optimisation de l’utilisation de la biomasse ainsi produite pour garantir la capacité à répondre à des besoins alimentaires et non alimentaires. Dans un avis publié 28 mars 2017, la section environnement du CESE a présenté ses préconisations pour le développement d'une bioéconomie durable[44]. Un rapport [45] estime que les filières de la bioéconomie en France (néomatériaux, chimie verte, biocarburants, biocombustibles...) ont déjà créé en 20 à 30 ans environ 100 000 emplois directs nouveaux souvent non délocalisables, et qu'ils pourraient de 2015 à 2030 en permettre environ 90 000 autres (un emploi direct supplémentaire brut annoncé en amont de la filière pour 1 000 tonnes/an de biomasse supplémentaire mobilisée).